# Oakland Raiders 1964
La stagione 1964 degli Oakland Raiders è stata la quinta della franchigia nell'American Football League. Dopo la positiva annata precedente, la squadra faticò per i primi due terzi della stagione, iniziando con un bilancio di 1-7-1. Si riprese invece nell'ultima parte dell'anno, mantenendosi imbattuta nelle ultime cinque partite, di cui quattro vinte.

## Scelte nel Draft AFL 1964
Nel decimo giro i Raiders scelsero il futuro membro della Pro Football Hall of Fame Mel Renfro ma questi preferì firmare con i Dallas Cowboys della NFL.
| Scelte dei Raiders nel Draft 1964 |        |                 |       |                    |
| Giro                              | Scelta | Giocatore       | Ruolo | College            |
| 1                                 | 7      | Tony Lorick     | RB    | Arizona St.        |
| 2                                 | 15     | Dan Conners     | LB    | Miami (FL)         |
| 3                                 | 23     | George Bednar   | T     | Notre Dame         |
| 4                                 | 31     | Bill Budness    | LB    | Boston Univ.       |
| 5                                 | 39     | Don Green       | DB    | Susquehanna        |
| 7                                 | 55     | John Sapinsky   | T     | William & Mary     |
| 8                                 | 63     | Vince Petno     | DB    | The Citadel        |
| 9                                 | 71     | J.R. Williamson | LB    | Louisiana Tech     |
| 9                                 | 72     | Herschel Turner | T     | Kentucky           |
| 10                                | 79     | Mel Renfro      | DB    | Oregon             |
| 11                                | 87     | Larry Rakestraw | QB    | Georgia            |
| 12                                | 95     | Billy Lothridge | DB    | Georgia Tech       |
| 13                                | 103    | Mickey Babb     | E     | Georgia            |
| 14                                | 111    | Fred Polser     | G     | Texas A&M-Commerce |
| 15                                | 119    | Mike Giers      | T     | USC                |
| 16                                | 127    | Ron Wilkening   | HB    | North Dakota       |
| 17                                | 135    | Fred Lewis      | HB    | Massachusetts      |
| 18                                | 143    | Ron Calcagno    | QB    | Santa Clara        |
| 19                                | 151    | Tom Michel      | HB    | East Carolina      |
| 20                                | 159    | Ed Beard        | LB    | Tennessee          |
| 21                                | 167    | Carleton Oats   | DT    | Florida A&M        |
| 22                                | 175    | Jim Long        | FB    | Fresno St.         |
| 23                                | 183    | Bill Curry      | C     | Georgia Tech       |
| 24                                | 191    | Kent Francisco  | T     | UCLA               |
| 25                                | 199    | Terry Sieg      | HB    | Virginia           |
| 26                                | 207    | Gordon Guest    | QB    | Arkansas           |

## Calendario
| Stagione regolare |                       |           |
| Turno             | Avversario            | Risultato |
| 1                 | at Boston Patriots    | S 17–14   |
| 2                 | Houston Oilers        | S 42–28   |
| 3                 | Kansas City Chiefs    | S 21–9    |
| 4                 | at Buffalo Bills      | S 23–20   |
| 5                 | at New York Jets      | S 35–13   |
| 6                 | at Boston Patriots    | P 43–43   |
| 7                 | Denver Broncos        | V 40–7    |
| 8                 | at San Diego Chargers | S 31–17   |
| 9                 | at Kansas City Chiefs | S 42–7    |
| 10                | Houston Oilers        | V 20–10   |
| 11                | New York Jets         | V 35–26   |
| 12                | at Denver Broncos     | P 20–20   |
| 13                | Buffalo Bills         | V 16–13   |
| 14                | San Diego Chargers    | V 21–20   |

## Classifiche
| AFL Western Division |   |    |   |      |       |     |     |     |
|                      | V | S  | P | %    | DIV   | PF  | PS  | STR |
| San Diego Chargers   | 8 | 5  | 1 | .615 | 4–2   | 341 | 300 | L2  |
| Kansas City Chiefs   | 7 | 7  | 0 | .500 | 4–2   | 366 | 306 | W2  |
| Oakland Raiders      | 5 | 7  | 2 | .417 | 2–3–1 | 303 | 350 | W2  |
| Denver Broncos       | 2 | 11 | 1 | .154 | 1–4–1 | 240 | 438 | L2  |

Nota: I pareggi non venivano conteggiati ai fini della classifica fino al 1972.